# Fujifilm FinePix s5000

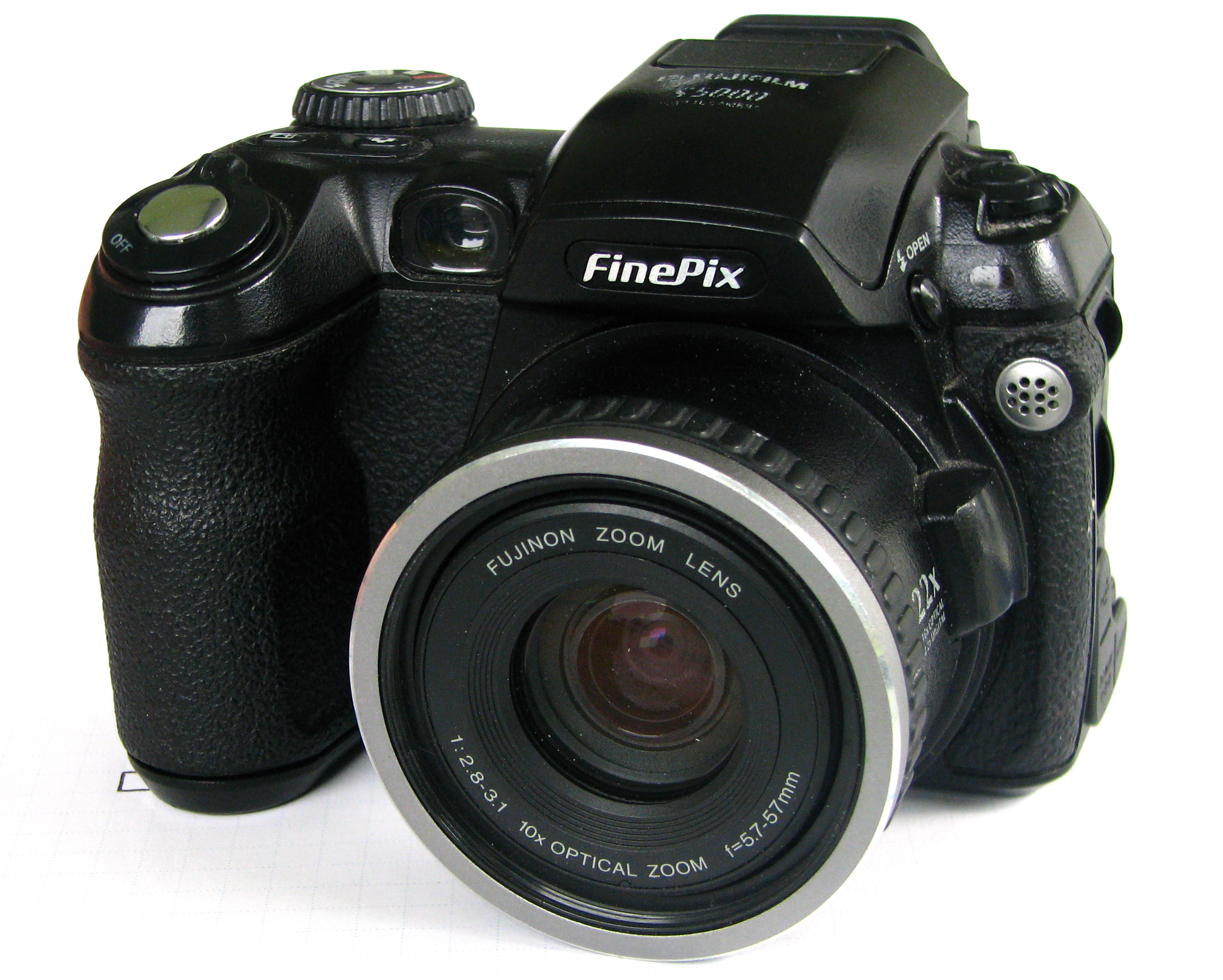
Fujifilm FinePix s5000

A Fujifilm FinePix S5000 egy, a Fujifilm által gyártott kompakt digitális fényképezőgép. A gép – a szintén Fujifilm által gyártott – xD-kártyával, és négy darab AA-típusú elemmel, vagy akkumulátorral működik.

## Jellemzők
- Felbontás	3,1 megapixel
- Optikai zoom	10,0x
- Digitális zoom	2,2x
- Kijelző mérete	1,5"
- Kijelző felbontása	110000 pixel
- Kereső	evf, 235000 pixel
- Belső memória mérete	0 MB
- Memória bővítése	XD
- Érzékelő típusa	CCD
- Érzékelő mérete	1/2,7
- Effektív pixelek száma	3,1 megapixel
- Képarány	4:3
- Érzékenység	ISO 160 - 800
- Blende	f/2,8 – f/9
- Élesség tartomány	90 cm - végtelenig
- Makro mód	9 cm-től
- Záridő	1/2000 s – 2 s
- Beépített vaku	van
- Külső vakucsatlakozás	nincs
- Méretek	112 x 81 x 79 mm
- Tömeg	340 gramm
- Tápellátás	4db AA
- Csatlakozás	USB 1.1
- Állványmenet	van

## Szolgáltatások
- Támogatott formátumok	JPEG, RAW, AVI
- Élesség állítás	automatikus, manuális
- Záridő előválasztás	van
- Blende előválasztás	van
- Fénymérés	64 szegmensű, szpot, középpontosan súlyozott
- Expozíció korrekció	± 2, 1/3 blendénként lépésekben
- Fehéregyensúly állítás	automatikus, 6 gyárilag beállított érték, manuális
- Sorozatfelvétel	max. 5 kép/s
- Időzítő	2 s vagy 10 s
- Vaku módozatok	automatikus, derítés, ki, lassú szinkron, vörösszem-hatás csökkentő
- Video rögzítés	van
- Video felbontás	320 x 240 pixel
- Hang rögzítés	nincs

## Külső hivatkozások
- pixinfo.com